# Pieris (zoologia)
Pieris Schrank, 1801, è un genere di Lepidotteri appartenente alla famiglia Pieridae.
Questo taxon è paleartico, con un'ampia diffusione e contraddistinto da un colore dominante bianco nelle ali, con macchie scure o nere, di geometria variabile.
Alcune specie di Pieris, note in italiano col nome di "Cavolaie", hanno stadi larvali che attaccano soprattutto Cruciferae come il cavolo e il cavolfiore, provocando ingenti danni economici alle coltivazioni.
Le femmine di alcune specie hanno ali in grado di riflettere la radiazione ultravioletta, mentre quelle dei maschi l'assorbono, in virtù della pigmentazione presente nelle scaglie.

## Alcune specie
- Pieris ajaka Moore, 1865
- Pieris angelika Eitschberger, 1983
- Pieris balcana Lorkovic, 1970
- Pieris bowdeni Eitschberger, 1984
- Pieris brassicae Linnaeus, 1758
- Pieris brassicoides Guérin-Méneville, 1849
- Pieris bryoniae Hübner, 1806
- Pieris canidia Linnaeus, 1768
- Pieris cheiranthi Hübner, 1808
- Pieris davidis Oberthür, 1876
- Pieris deota de Niceville, 1884
- Pieris dubernardi Oberthür, 1884
- Pieris dulcinea Butler, 1882
- Pieris ergane Geyer, 1828
- Pieris erutae Poujade, 1888
- Pieris extensa Poujade, 1888
- Pieris euorientis Verity, 1908
- Pieris krueperi Staudinger, 1860
- Pieris mahometana Grum-Grshimailo, 1888
- Pieris mannii Mayer, 1851
- Pieris marginalis Scudde, 1861
- Pieris meckyae Eitschberger, 1983
- Pieris melete Ménétriés, 1857
- Pieris naganum Moore, 1884
- Pieris narina Verity, 1884
- Pieris napi Linnaeus, 1758
- Pieris nesis Fruhstorfer, 1909
- Pieris ochsenheimeri Staudinger, 1886
- Pieris oleracea Harris, 1829
- Pieris persis Verity, 1922
- Pieris pseudorapae Verity, 1908
- Pieris rapae Linnaeus, 1758
- Pieris tadjikaGrum-Grshimailo, 1888
- Pieris virginiensis Edwards, 1870